# Friðrik Þór Friðriksson
Friðrik Þór Friðriksson (Reykjavik, 12 mei 1954) is een IJslands regisseur en acteur.
Friðrik Þór Friðriksson geldt als de belangrijkste hedendaagse regisseur in IJsland. In het begin van zijn loopbaan maakte hij vooral documentaires en experimentele films. In het buitenland brak hij door met de film Börn náttúrunnar (1991), de eerste IJslandse film die werd genomineerd voor een Oscar. De personages in zijn films staan dikwijls op het kruispunt tussen traditie en moderniteit.
Friðrik Þór Friðriksson speelde mee in de filmkomedie Direktøren for det hele (2006) van Lars von Trier.

## Filmografie (selectie)
- 1982: Rokk í Reykjavík
- 1984: Kúrekar norðursins
- 1987: Skytturnar
- 1991: Börn náttúrunnar
- 1994: Bíódagar
- 1995: Á köldum klaka
- 1996: Djöflaeyjan
- 2000: Englar alheimsins
- 2001: Fálkar
- 2004: Næsland
- 2010: Mamma Gógó